# Гебхард II фон Урах
Гебхард II фон Урах (на немски: Gebhard II von Urach; * 11 век; † 1 март 1110) от род Урах, е бенидиктинец, от 1091 г. абат на манастирите Хирзау и Лорш и от 1105 до 1107 г. епископ на Шпайер.

## Биография
Той е син на граф Егино I фон Урах († ок. 1050) и съпругата му Берта фон Калв или Кунегонда, дъщеря на граф Рудолф фон Райнфелден-Тетберге. Брат е на граф Егино II фон Урах († 1105) и Куно фон Урах († 1122), кардинал-епископ на Палестрина, папски легат. Чичо е на Гебхард фон Урах († 1141), княжески епископ на Страсбург (1131 – 1140).
През 1107 г. Гебхард II фон Урах се отказва по здравословни причини от службата си като епископ на Шпайер. Той умира на 1 март 1110 г. и по негово желание е погребан в абатската църква в Хирзау.